# Amphipteryx agrioides
El caballito relicto mexicano (Amphipteryx agrioides) es de la familia de los caballitos del diablo relicto (Amphipterygidae). Esta especie es endémica de México. Fue descrita por Selys en el año 18531.

## Clasificación
Amphipteryx es un género mesoamericano de caballitos del diablo distribuido desde el centro de México hasta Honduras. Actualmente hay cinco especies descritas A. agrioides, A. chiapensis, A. meridionalis, A. nataliae y A. jaroli1,2.

## Descripción
Lóbulo posterior del protórax curvado uniformemente, con lóbulos laterales pequeños y redondeados, sus márgenes mediales curvados anteriormente; en vista dorsal los cercos se ven curvados medialmente y armados con un lóbulo cuadrado a lo largo de su 0.4 medial; paraproctos delgados, sobrepasando ligeramente los cercos y con la punta curvada terminando en un diente medial.

## Distribución de la especie
Vive en los Estados de Hidalgo, Puebla, Oaxaca y Veracruz, en México1.

## Hábitat
Se le encuentra en ríos y escurrideros en bosque mesófilo de montaña1,2.

## Estado de conservación
En México no se encuentra en ninguna categoría de riesgo. La Lista Roja de la IUCN (International Union for Conservation of Nature) la tiene catalogada como una especie con Datos Deficientes (Data Deficient: DD)3.